# Cercospora taccae
Cercospora taccae är en svampart som först beskrevs av Syd. & P. Syd., och fick sitt nu gällande namn av Chupp 1954. Cercospora taccae ingår i släktet Cercospora och familjen Mycosphaerellaceae.   Inga underarter finns listade i Catalogue of Life.